# Diocese de Karwar
A Diocese Karwar (Latim:Dioecesis Karwarians) é uma diocese localizada no município de Baticalá, no estado de Carnataca, pertencente a Arquidiocese de Bangalore na Índia. Foi fundada em 24 de janeiro de 1976 pelo Papa Paulo VI. Com uma população católica de 45.515 habitantes, sendo 3,0% da população total, possui 68 paróquias com dados de 2018.

## História
Em 24 de janeiro de 1976 o Papa Paulo VI cria a Diocese Karwar através do território da Diocese de Belgaum.

## Lista de bispos
A seguir uma lista de bispos desde a criação da diocese em 1976.
|        | Nome                    | Período     | Notas                    |
| Bispos | Bispos                  | Bispos      | Bispos                   |
| ------ | ----------------------- | ----------- | ------------------------ |
| 3º     | Duming Dias             | 2024 -      | Atual                    |
| 2º     | Derek Fernandes         | 2007 - 2019 | Nomeado bispo de Belgaum |
| 1º     | William Leonard D'Mello | 1976 - 2007 |                          |